# Elmendorf (Texas)
Elmendorf est une ville située à la frontière des comtés de Bexar et Wilson, au Texas, aux États-Unis,.

## Démographie
Lors du recensement de 2010, la ville comptait une population de 1 488 habitants. Elle est estimée, en 2017, à 1 945 habitants.

### Source de la traduction
- (en) Cet article est partiellement ou en totalité issu de l’article de Wikipédia en anglais intitulé « Elmendorf, Texas » (voir la liste des auteurs).